# Darío Conca
Darío Leonardo Conca (ur. 11 maja 1983 w General Pacheco) – piłkarz argentyński, pomocnik.
Conca rozpoczął swą karierę piłkarską w wieku 15 lat w drugoligowym klubie Tigre Buenos Aires. Rok później przeniósł się do Club Atlético River Plate. Conca zadebiutował w Primera División 23 listopada 2003 w meczu przeciwko Chacarita Juniors, przegranym przez River Plate 0:1. Trenerem River był chilijski szkoleniowiec Manuel Pellegrini, znany w Europie z pracy w hiszpańskim klubie Villarreal CF.
Za sprawą nowego trenera River Plate, Leonardo Astrady, Conca wypożyczony został w 2004 do chilijskiego klubu CD Universidad Católica. W turnieju Clausura roku 2005 zdobył mistrzostwo Chile. W 2006 River wypożyczył go ponownie – tym razem do klubu Rosario Central, gdzie po kilku błyskotliwych występach został wypożyczony 5 stycznia 2007 do brazylijskiego klubu CR Vasco da Gama. W Vasco zadebiutował 14 stycznia 2007 meczem towarzyskim z klubem Villa Rio. Vasco wygrał 4:0, a Conca zdobył jedną z bramek.
Ponieważ Vasco nie zdecydował się na przedłużenie okresu wypożyczenia na rok 2008, Conca miał zostać wypożyczony do innego klubu. Ubiegało się o to wiele czołowych klubów brazylijskich, jak Botafogo FR, SE Palmeiras czy São Paulo FC. Wszystkich jednak przebił klub Fluminense FC.
Conca podpisał kontrakt z Fluminense na początku 2008, by wkrótce świetną grą wspomóc drużynę w jej marszu do finału Copa Libertadores 2008. Szczególnie wielkie wrażenie zrobił na widzach znakomicie wykonany przez niego rzut wolny na stadionie Estadio Casa Blanca w Quito, który przyniósł drużynie Fluminense wyrównanie. W rewanżu na Estádio do Maracanã Conca nie strzelił rzutu karnego. Ponieważ większość jego klubowych kolegów również słabo strzelała rzuty karne, Puchar Wyzwolicieli zdobyła ostatecznie ekwadorska rewelacja – LDU Quito.
W 2009 z klubem z Rio de Janeiro Conca dotarł do finału Copa Sudamericana 2009, w którym Fluminense uległo ekwadorskiemu LDU Quito. W sezonie 2010 jego drużyna wywalczyła mistrzostwo Brazylii, a Argentyńczyk został uznany najlepszym zawodnikiem Série A.
4 lipca 2011 podpisał kontrakt z Guangzhou Evergrande na 3,5 roku za 10 mln dolarów.
W październiku 2013 ogłoszono, że Conca podpisał trzyletni kontrakt z Fluminense FC obowiązujący od 2014. W 2015 przeszedł do Shanghai SIPG.